# یدوپروپینیل بوتیل‌کربامات
یدوپروپینیل بوتیل‌کربامات (به انگلیسی: Iodopropynyl butylcarbamate) یک ترکیب شیمیایی با شناسه پاب‌کم ۶۲۰۹۷ است. 